# Santa Rita de Ibitipoca
Santa Rita de Ibitipoca este un oraș din statul Minas Gerais (MG), Brazilia.